# Marion Ramsey
Marion Ramsey (* 10. Mai 1947 in Philadelphia, Pennsylvania; † 7. Januar 2021 in Los Angeles, Kalifornien) war eine US-amerikanische Schauspielerin und Sängerin.

## Leben und Karriere
Ramsey begann ihre Karriere in den 1960er Jahren als Musical-Darstellerin. 1971 war sie neben Barry Bostwick in der Rockoper Soon im Ritz Theatre am Broadway zu sehen, und 1973 hatte sie einen Auftritt in Harold Romes Musical-Adaption von Margaret Mitchells Gone with the Wind in Los Angeles. 1974 trat sie neben Bette Davis in dem gefloppten Musical Miss Moffat auf, das nach nur 15 Vorstellungen eingestellt wurde. Am New Yorker Broadway wirkte sie unter anderem in den Musicals Grind, Eubie! und Hello, Dolly mit. 
Zwischen 1976 und 2018 stand sie für verschiedene Film- und Fernsehproduktionen vor der Kamera. Sie war unter anderem in Filmen wie Family Secrets, Recipe for Disaster, Return to Babylon und Lavalantula – Angriff der Feuerspinnen zu sehen, außerdem übernahm sie Gastrollen in populären Serien wie MacGyver oder Die Nanny. Einem breiteren Publikum wurde sie als Polizistin Laverne Hooks in den ersten sechs Police-Academy-Filmen bekannt. 
Ramsey starb im Januar 2021 im Alter von 73 Jahren in Los Angeles.

## Filmografie (Auswahl)
- 1976: Die Jeffersons (The Jeffersons, Fernsehserie, eine Folge)
- 1984: Family Secrets (Fernsehfilm)
- 1984: Police Academy – Dümmer als die Polizei erlaubt (Police Academy)
- 1985: Police Academy 2 – Jetzt geht’s erst richtig los (Police Academy 2: Their First Assignment)
- 1986: Police Academy 3 – … und keiner kann sie bremsen (Police Academy 3: Back in Training)
- 1987: Police Academy 4 – Und jetzt geht’s rund (Police Academy 4: Citizens on Patrol)
- 1988: Police Academy 5 – Auftrag Miami Beach (Police Academy 5: Assignment: Miami Beach)
- 1989: Police Academy 6 – Widerstand zwecklos (Police Academy 6: City Under Siege)
- 1990: MacGyver (Fernsehserie, Folge 6x07)
- 1992: Beverly Hills, 90210 (Fernsehserie, eine Folge)
- 1994: Die Nanny (The Nanny, Fernsehserie, eine Folge)
- 2003: Recipe for Disaster (Fernsehfilm)
- 2013: Return to Babylon
- 2015: Lavalantula – Angriff der Feuerspinnen (Lavalantula, Fernsehfilm)
- 2016: 2 Lava 2 Lantula! (Fernsehfilm)
- 2018: When I Sing